# Frédéric Ier de Schwarzenburg
Frédéric Ier de Schwarzenburg (vers 1075 – 5 octobre 1131) est l'archevêque de Cologne de 1100 jusqu'à sa mort. Il a participé à la rédaction du concordat de Worms.

## Biographie
Frédéric est un fils du comte (grave) Berthold Ier de Schwarzenburg et de son épouse Richarde de Spanheim-Istrien.
Il mène ses études à Bamberg et en France. Il devient chanoine de Bamberg et de Spire.
Il est nommé évêque de Cologne en 1100 par l'empereur Henri IV. Peu de temps après avoir reçu son titre, il commença la construction du château de Volmarstein (de) (Wetter).
En 1102, l'archevêque acheta les villes de Hachen (près de Sundern) et de Werl aux comtes de Werl (de). De plus, après la conquête de la ville d'Arnsberg, le comte Frédéric d'Arnsberg (de) est contraint de renoncer à la moitié de son comté au profit de Cologne. L'archevêque Frédéric augmenta ainsi considérablement l'influence de Cologne en Westphalie.
En 1106, il se rangea du côté de l'empereur Henri V dans un différend entre l'empereur et son fils, qui conduisit à un conflit avec Rome. Le 25 juillet 1110 à Mayence, l'archevêque Frédéric célèbre le mariage de Mathilde avec Henri V, qu'il suit, en 1111, lors de l'expédition d'Italie pour le couronnement impérial. Cependant, il tourna plus tard le dos à Henri V et le battit sur le plan militaire dans une bataille près d'Andernach en 1114.
Norbert de Xanten a reçu à un jeune âge son éducation de Frédéric Ier et a été aussi ordonné prêtre par lui vers 1115 à Cologne. Norbert fonda plus tard l'ordre des Prémontrés. Frédéric a sécurisé le sud de l'archidiocèse de Cologne en construisant plusieurs fortifications. En 1118, il construisit le château de Wolkenburg (de) sur une colline dans le Siebengebirge et en 1122, le château de Rolandseck (de) de l'autre côté du Rhin. La construction du château de Drachenfels (de) lui est également attribuée.
Il prend part à la rédaction du concordat de Worms qui met fin à la querelle des Investitures en 1122.
Il contribue à l'élection de Lothaire de Saxe de préférence au duc Frédéric II de Souabe en 1125, alors qu'il avait d'abord pris parti pour Charles Ier le Bon de Flandres. Lothaire III contribua à la sécurité du sud de l'archidiocèse par la construction d'une série de châteaux-forts.
Frédéric meurt le 5 octobre 1131 dans la place-forte du Wolkenburg et est enterré le 9 décembre en l'abbaye de Michaelsberg, où reposent également deux de ses frères. Lors de fouilles dans l'église abbatiale après la Seconde Guerre mondiale, 18 tombes datant d'avant la reconstruction baroque ont été découvertes mais la tombe de l'archevêque Frédéric Ier n'a pas été découverte à ce jour.

## Héritage culturel
Dans la bibliothèque de la cathédrale de Cologne se trouve un précieux manuscrit commandé par l'archevêque Frédéric vers 1130, le fameux Epistolae (Friedrich-Lektionar). Jésus et l'archevêque sont représentés sur la page d'introduction totalement illustrée et en couleur, où au-dessus de ce dernier est écrit "DOMNUS FRIDERICUS COLONIENSIS ARCHIEPISCOPUS".